# Poličná
Poličná (německy Politschen) je obec v okrese Vsetín ve Zlínském kraji, v západním sousedství města Valašské Meziříčí. Žije zde přibližně 1 800 obyvatel. Poličná je také název katastrálního území o rozloze 11,06 km².

## Geografie
Poličná se rozkládá na ploše 11 km². Obec leží v údolí potoka Loučka na okraji Podbeskydské pahorkatiny; z jihu ji lemují Hostýnské vrchy. Od města Valašského Meziříčí ji odděluje řeka Vsetínská Bečva, jež se v těchto místech slévá s Rožnovskou Bečvou a Loučkou v řeku Bečvu.

### Infrastruktura
Poličnou prochází silnice II/150 a železniční trať 303, která je zde ovšem bez stanice. Dopravní obsluhu zde zajišťuje MHD Valašské Meziříčí, příměstské linky 125 dopravce Transdev Morava a linky 630, 631 dopravce TQM. V Poličné se nacházejí tři autobusové stanice: Poličná – škola, střed a točna.

## Historie
O vzniku Poličné nejsou žádné zmínky, ovšem předpokládá se, že vznikla někdy kolem roku 1270, stejně jako sousední Branky. První písemná zmínka o Poličné pochází z roku 1310, kdy se obec jmenovala Arnoltovice. O názvu Poličná můžeme poprvé slyšet kolem roku 1390. V polovině 15. století byla kvůli válkám zničena tvrz Arnoltovice a zároveň došlo k zániku středověkých vsí Pěšíkova Lhota a Radslavova Lhota, které se nacházely na území současného poličenského katastru. V roce 1516 bylo v Poličné 27 domů, fojtství a ves, tehdy stejně velká jako nedaleký Rožnov, měla i vlastní mlýn. Od 16. století byla vesnice součástí meziříčského biskupského léna, které náleželo Žerotínům. Pečeť vesnice z 18. století zachycuje dítě, které vyrůstá z radlice a otka, což má nejspíše odkazovat na pověst o Přemyslu Oráčovi.
Roku 1835 bylo v Poličné na 150 domů, ve kterých žilo asi 900 obyvatel. Bylo zde chováno 95 krav, 54 koní, 18 volů a asi 15 ovcí. Obyvatelé Poličné se živili především zemědělskou prací, v 19. století se zde rozvinula výroba dlaždic a kamenných brousků. V roce 1830 zde byla vystavena první škola, ze které se později stala obecní radnice. Roku 1895 zde vyrostla Kaple Panny Marie navržená architektem Josefem Místeckým, který si zde vybudoval i rodinnou vilu. Roku 1924 měla Poličná vlastní elektrárnu, parní pilu, 2 kovářství, 2 obchody se smíšeným zbožím, 2 krejčí, 2 hostince a výrobnu cementu. Roku 1950 byla vybudována nová škola, která byla později rozšířena 2 přístavbami.

### Letecká nehoda na území Poličné

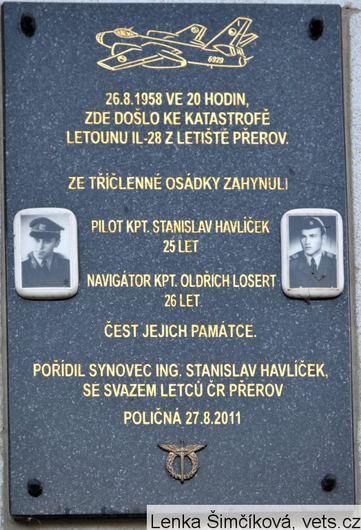
Pamětní deska obětem leteckého neštěstí u Poličné (1958)

Dne 26. srpna 1958 došlo na území Poličné k letecké nehodě, kdy havaroval vojenský bombardér Iljušin Il-28 24.bolp ze 46. bombardovací divize z Přerova letectva ČSLA. Při této nehodě zahynuli kpt. Stanislav Havlíček a kpt. Oldřich Losert. Přesně na den po 53. letech od této události byla na zdi zdejšího obecního úřadu odhalena pamětní deska obětem tohoto leteckého neštěstí.

## Obyvatelstvo
| Rok            | 1869  | 1880  | 1890  | 1900  | 1910  | 1921  | 1930  | 1950  | 1961  | 1970  | 1980  | 1991  | 2001  | 2011  | 2021  |
| -------------- | ----- | ----- | ----- | ----- | ----- | ----- | ----- | ----- | ----- | ----- | ----- | ----- | ----- | ----- | ----- |
| Počet obyvatel | 1 067 | 1 086 | 1 112 | 1 100 | 1 188 | 1 173 | 1 350 | 1 356 | 1 445 | 1 438 | 1 526 | 1 607 | 1 651 | 1 705 | 1 716 |
| Počet domů     | 152   | 166   | 166   | 169   | 168   | 178   | 201   | 281   | 301   | 349   | 373   | 428   | 457   | 503   | 537   |

## Obecní správa
Od vzniku obecního zřízení v roce 1850 byla Poličná samostatnou obcí, až k 1. lednu 1976 se Poličná připojila jako místní část k Valašskému Meziříčí. V roce 2004 se snažila od města opětovně odtrhnout, v referendu byl tento návrh ovšem zamítnut.
Dne 10. listopadu 2011 zastupitelé Valašského Meziříčí rozhodli o zrušení ZŠ v Poličné a Krhové, které se mělo naplnit 1. září příštího roku. To mezi občany Poličné strhlo velký odpor a ihned se začaly objevovat opětovné návrhy na odtržení místní části od města.
Po návštěvě starosty Valašského Meziříčí Jiřího Částečky v ZŠ Poličná, která proběhla 16. listopadu, se plány na odtržení Poličné začaly pomalu realizovat. Na petici proti zrušení ZŠ Poličná, do níž nebylo vkládáno mnoho nadějí, ale byla podepsána téměř 3000 lidmi, navázala petice za vyvolání referenda o odtržení místní části Poličná od Valašského Meziříčí. Stalo se tak ještě před jednáním zastupitelstva 15. prosince 2011, na kterém se mělo vyvolání referenda projednávat (referendum o odtržení místní části obce je možné vyhlásit jak na základě petice, která musela v případě Poličné čítat 424 podpisů, tak na základě rozhodnutí zastupitelstva).
Dne 15. prosince zastupitelstvo usnesení o zrušení ZŠ Poličná a ZŠ Krhová revokovalo v plném rozsahu, i přesto byla petice za uskutečnění referenda (pod kterou se podepsalo na 800 obyvatel Poličné) odevzdána.
Dne 26. ledna 2012 rozhodlo zastupitelstvo Valašského Meziříčí o konání místních referend o osamostatnění místních částí Krhová a Poličná a vyhlásilo je na 21. dubna 2012. Návrhy obou přípravných výborů došly městskému úřadu 14. prosince 2011, k návrhu na oddělení Poličné bylo po kontrole uznáno 762 podpisů oprávněných osob ze 795, které jej podpořily, k návrhu na oddělení Krhové bylo uznáno za oprávněné 647 podpisů ze 728.
V referendu, konaném 21. dubna 2012, se nadpoloviční většina hlasujících vyslovila pro odtržení Poličné od Valašského Meziříčí. Celkově se referenda účastnilo 1015 (přes 70 %) ze 1419 oprávněných osob, z toho 798 hlasovalo pro odtržení. K osamostatnění došlo k 1. lednu 2013.

### Obecní symboly
Znak a vlajka byly obci uděleny rozhodnutím předsedy Poslanecké sněmovny Parlamentu České republiky dne 16. července 2014.

## Vybavenost obce a kultura
Nalézá se zde sportovní střelnice pro dlouhé i krátké palné zbraně, otevřená i pro veřejnost. Kulturní středisko zde představuje ZŠ Poličná, kterou navštěvuje kolem 140 žáků.
Působí zde jeden z nejstarších moravských folklorních souborů – „Valašský soubor písní a tanců Bača“, založený v květnu roku 1945. U jeho zrodu stál významný národopisný pracovník Miloš Kašlík.

## Pamětihodnosti
- Kaple Panny Marie v jižní části Poličné, postavená architektem Josefem Místeckým roku 1940 na místě původní kaple z roku 1875
- Kamenný kříž u hlavní cesty, zhotovený v roce 1775
- Zřícenina Arnoltovice
- Památník padlým partyzánům, u řeky Bečvy a mostu přes ni
- Lípy popravených vlastenců Stanislava Mikoláška, Miroslava Ondrašíka a Jana Mazala, trojice památných stromů[20]
- Památník obětem první a druhé světové války, u hlavní cesty[21][22]
- Mariánský sloup v západní části obce
- Dvorec Vystrkov s barokní sýpkou z 18. století

## Významní rodáci
- František Kahlík (1854–1908), středoškolský profesor
- Václav Kašlík (1917–1989), dirigent

## Galerie

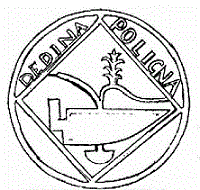
Pečeť Poličné z 18. století
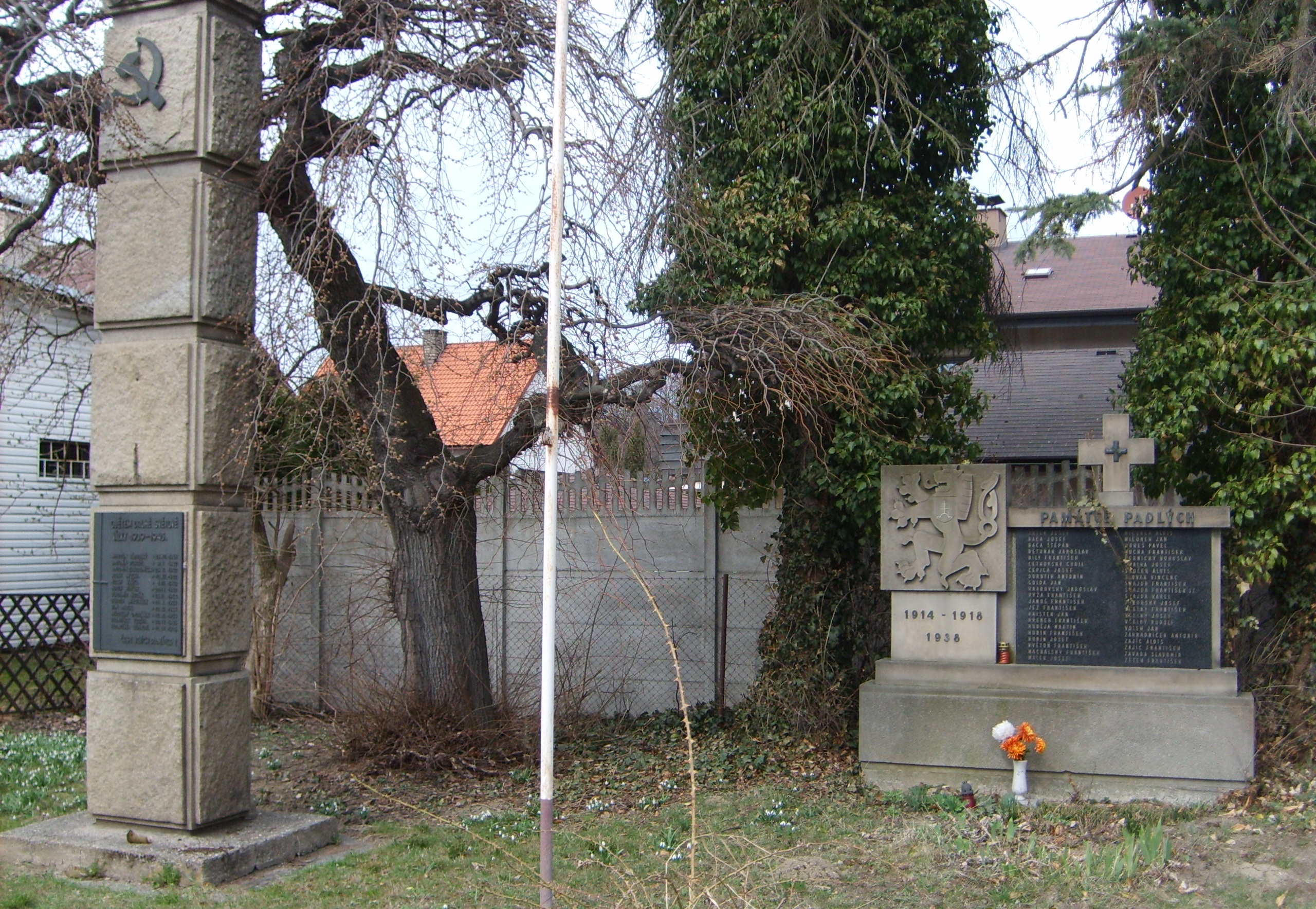
Památník padlým za 1. a 2. světové války
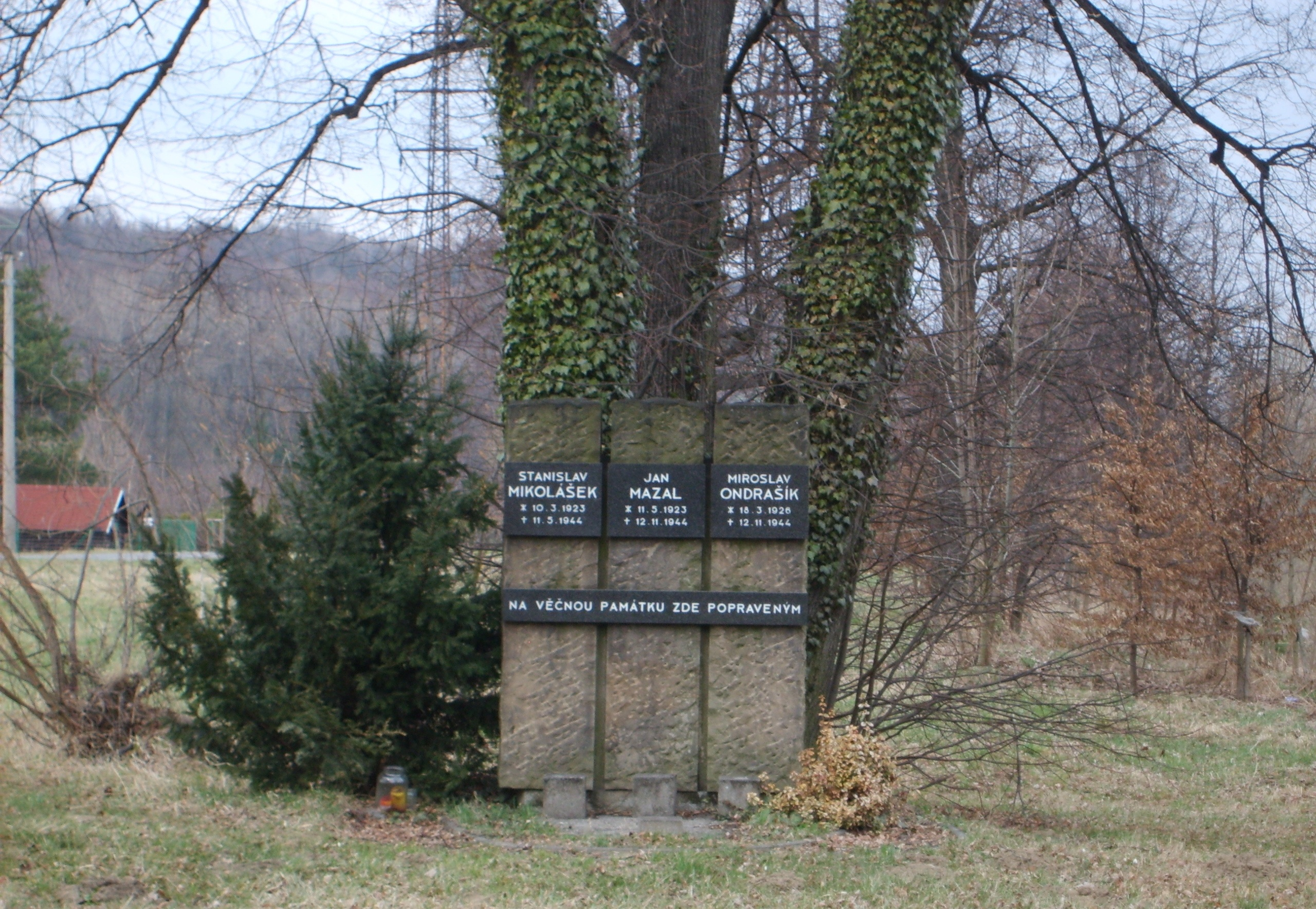
Památník u Lip popravených vlastenců
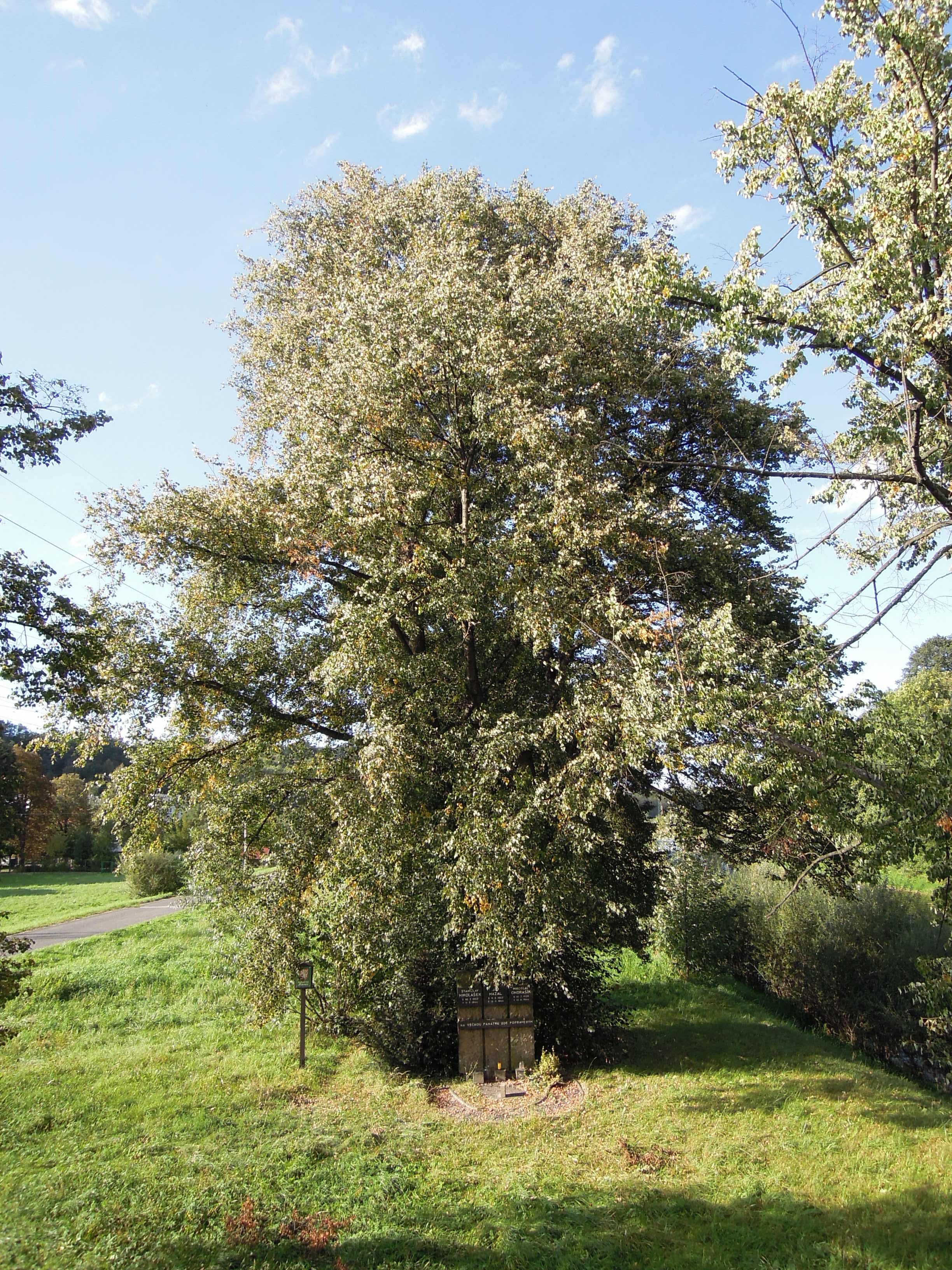
Lípy popravených vlastenců Stanislava Mikoláška, Miroslava Ondrašíka a Jana Mazala
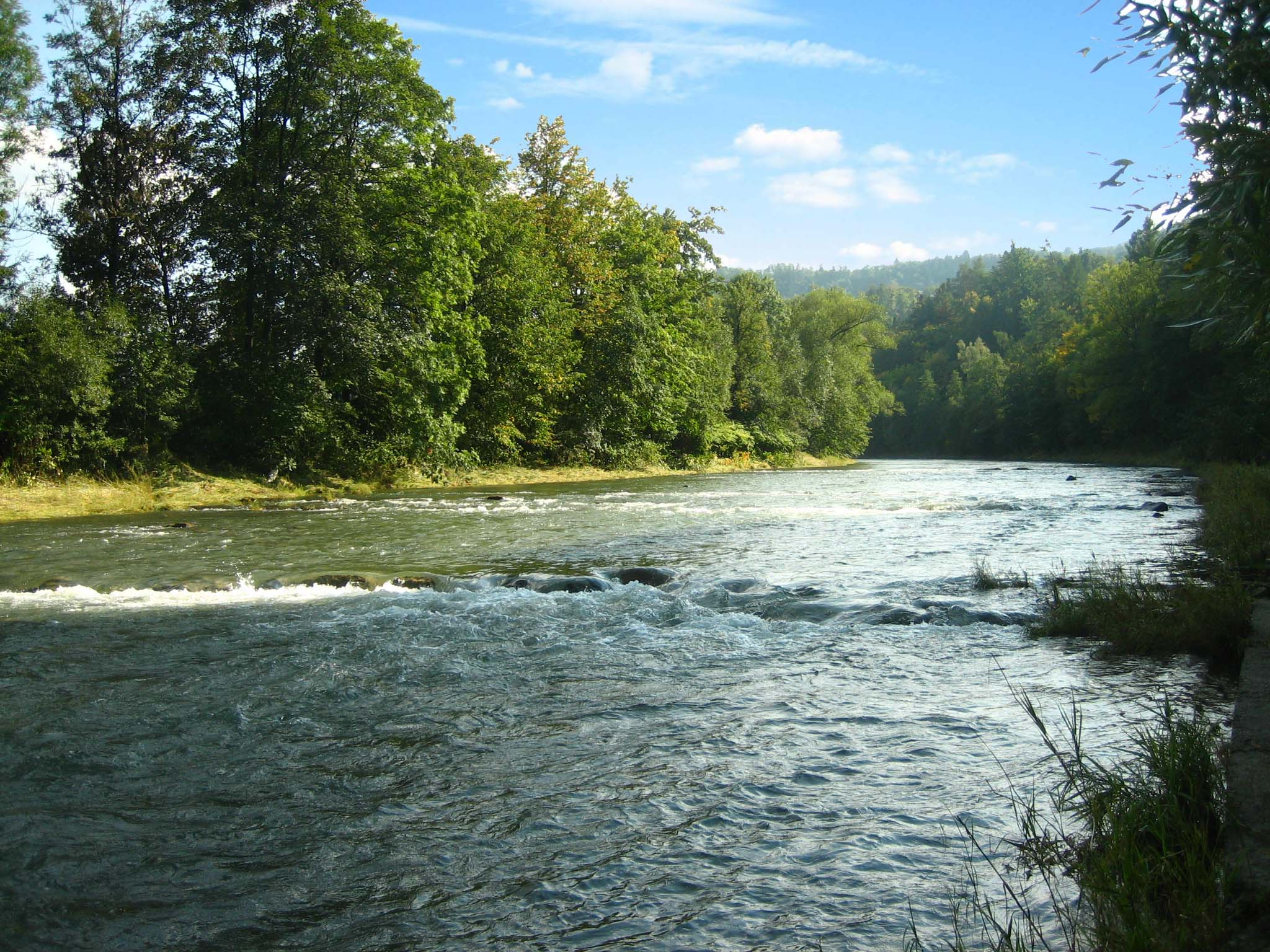
Vsetínská Bečva protékající Poličnou
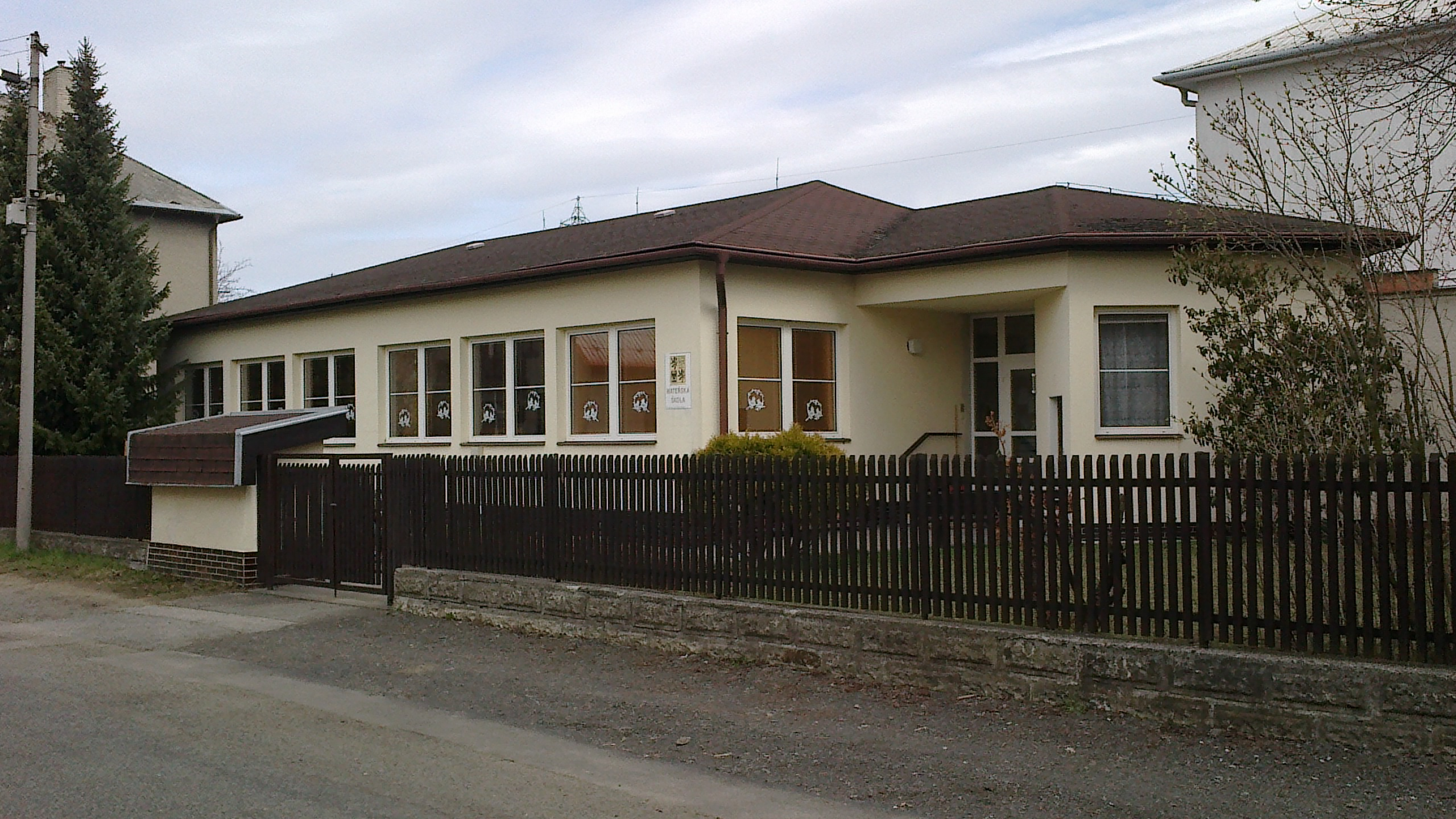
Mateřská školka v Poličné